# Metamorphosen
Metamorphosen, studio per 23 archi solisti (TrV 290, AV 142) è una composizione di Richard Strauss, scritta per dieci violini, cinque viole, cinque violoncelli e tre contrabbassi, che dura in genere dai 25 ai 30 minuti. Fu composto durante gli ultimi mesi della seconda guerra mondiale, dall'agosto 1944 al marzo 1945. Il pezzo fu commissionato da Paul Sacher, fondatore e direttore della Basler Kammerorchester e del Collegium Musicum di Zurigo, a cui Strauss lo dedicò. Fu eseguito per la prima volta il 25 gennaio 1946 da Sacher e dal Collegium Musicum di Zurigo, con Strauss che diresse la prova generale finale.

## Storia
Nel 1944 Strauss era in cattive condizioni di salute e dovette essere ospite del centro termale svizzero di Baden, vicino a Zurigo. Non riusciva però ad ottenere il permesso di viaggiare all'estero dal governo nazista. Karl Böhm, Paul Sacher e Willi Schuh escogitarono un piano per ottenere il permesso di viaggio: una commissione da parte di Sacher e un invito alla première di Zurigo. La commissione fu formalizzata con una lettera di Böhm il 28 agosto 1944, per una "suite per archi". Strauss rispose che stava lavorando da un po' di tempo su un adagio per 11 archi. In effetti, nei primi lavori su Metamorphosen aveva scritto per un settetto (2 violini, 2 viole, 2 violoncelli e un contrabbasso), espandendolo successivamente a 23 archi. La data di inizio della partitura è indicata come 13 marzo 1945, il che suggerisce che la distruzione del teatro dell'opera di Vienna il giorno precedente diede a Strauss l'impulso di terminare il lavoro e di riunire i suoi abbozzi precedenti in un solo mese (terminato il 12 aprile 1945).
Come con le sue altre opere tardive, Strauss costruisce la musica da una serie di piccole idee melodiche "che sono il punto di partenza per lo sviluppo dell'intera composizione". In questo sviluppo di idee "Strauss applica qui tutti i mezzi retorici sviluppati nel corso dei secoli per esprimere dolore". Strauss però alterna anche passaggi in una chiave maggiore che esprime speranza e ottimismo con passaggi di tristezza, come nel finale della sesta sinfonia di Gustav Mahler e della sesta sinfonia di Ciajkovskij. La struttura generale del brano è "un'introduzione lenta, una sezione centrale veloce e un ritorno al tempo più lento iniziale", che fa eco alla struttura di Morte e Trasfigurazione.
Esistono cinque elementi tematici di base che compongono Metamorphosen. Innanzitutto ci sono gli accordi di apertura. Secondo, c'è la ripetizione di tre note brevi seguite da una quarta nota lunga. Terzo, c'è la citazione diretta dalla battuta 3 della Marcia Funebre della Sinfonia Eroica di Beethoven. In quarto luogo, c'è un tema minore con terzine. In quinto luogo, c'è il tema lirico "che diventa la fonte di gran parte della musica contrastante nelle chiavi più solari in maggiore". Il secondo tema non si regge da solo, ma è anteposto al terzo e al quarto tema. La sua fonte più ovvia è la 5ª Sinfonia di Beethoven, ad esempio la ripetizione corta-corta-corta-lunga del sol suonata dal corno nel terzo movimento. Ha però altri progenitori: il Finale della Sinfonia Jupiter di Mozart (una delle preferite di Strauss come direttore) e la Fuga della Sonata per violino solista in sol minore BWV 1001 di Bach. Strauss lo usò anche nel Concerto per Oboe scritto solo pochi mesi dopo aver completato Metamorphosen, mostrando "un esempio notevole dei collegamenti tematici tra le ultime opere strumentali". In effetti aveva usato questo motivo oltre 60 anni prima nella sua giovanile Sonata per pianoforte del 1881.
Alla fine di Metamorphosen, Strauss cita le prime quattro battute della Marcia Funebre dell'Eroica con l'annotazione "IN MEMORIAM!" scritta in basso, dove bassi e violoncelli suonano la citazione dall'Eroica. Come uno degli ultimi lavori di Strauss, Metamorphosen mostra magistralmente il complesso contrappunto per il quale il compositore mostrò una predilezione per tutta la sua vita creativa.

## Metamorphosene ilMunich Memorial Waltz
Uno dei pezzi su cui Strauss aveva lavorato prima di Metamorphosen era il movimento orchestrale intitolato Munich Memorial Waltz, i cui schizzi compaiono sullo stesso quaderno in cui Strauss iniziò gli appunti per Metamorphosen. Tuttavia, a parte la diversa indicazione del tempo (Metamorphosen è in 4/4), il Munich Memorial Waltz si basava su diversi materiali tematici, ad esempio un valzer e altri temi dell'opera Feuersnot relativi al fuoco. In effetti il Munich Waltz era principalmente basato sulla musica che aveva scritto per un film del 1939 su Monaco, che era descritto come un "Gelegenheitswalzer" (Valzer occasionale) ed è catalogato come TrV274 e AV 125 ed era stato presentato in anteprima il 24 maggio 1939. Tuttavia, tra la fine del 1944 e il 1945 Strauss aveva abbozzato un po' di musica in tempo di valzer descritta nel suo quaderno degli abbozzi come Trauer um München ("Lutto per Monaco"). Questa musica fu infine combinata con il pezzo del 1939 come sezione centrale, intitolato "Minore - In Memoriam". Il nuovo pezzo fu terminato il 24 febbraio 1945 e il sottotitolo Gelegenheitswaltzer fu sostituito con Gedächtniswalzer (Valzer della memoria). Il Munich Memorial Waltz (TrV 274a e AV 140) dura circa 9 minuti ed è stato pubblicato ed eseguito per la prima volta nel 1951. Jackson crede che gli studiosi che hanno interpretato i primi abbozzi di München come origine di Metamorphosen basano il loro argomento su una debole ed anche insostenibile ipotesi.

## Interpretazioni
Lo stesso Strauss non ha mai commentato il significato dell'opera, al di là del titolo (che significa "cambiamenti" o "trasformazioni"). Il termine metamorphosen non si riferisce al trattamento musicale dei temi, "poiché all'interno del brano stesso i temi non subiscono mai metamorfosi... ma piuttosto un continuo sviluppo sinfonico".

Si è largamente ritenuto che Strauss abbia scritto il lavoro come una dichiarazione di lutto per la distruzione della Germania durante la guerra, in particolare come un'elegia per il devastante bombardamento di Monaco, in particolare di luoghi come il Teatro dell'Opera di Monaco. L'uso del termine "In Memoriam" può benissimo riecheggiare il suo uso dello stesso termine nel Munich Memorial Waltz, dove è chiaramente correlato a Monaco. Sebbene Strauss non abbia fatto commenti diretti, Juergen May ritiene che Strauss abbia composto qui un monumento musicale per la Cultura in generale, per "più di tremila anni di sviluppo culturale dell'umanità". Pochi giorni dopo il completamento di Metamorphosen, scrisse nel suo diario privato:
"Il periodo più terribile della storia umana è finito, il regno di dodici anni di bestialità, ignoranza e anti-cultura sotto i più grandi criminali, durante i quali i 2000 anni di evoluzione culturale della Germania hanno incontrato il loro destino".
Ci sono state tuttavia speculazioni su possibili alternative. Un'opinione diversa è stata avanzata da Timothy L. Jackson che, dopo un'attenta analisi dei materiali di abbozzo, ha concluso che Metamorphosen era uno studio filosofico e goetheano sulla causa alla base della guerra in generale; la causa è la natura bestiale dell'umanità. L'opinione di Jackson è che in Metamorphosen Strauss abbia usato il concetto classico di metamorfosi come un processo di trascendenza dal mondano al divino, ma lo abbia invertito in modo tale che l'esito della metamorfosi non fosse un raggiungimento del divino ma piuttosto una discesa nella bestialità. Michael Kennedy sviluppa anche l'opinione secondo cui la rilettura cronologica di Goethe da parte del compositore nel 1944 ebbe un'influenza cruciale su Strauss. Cita Strauss che disse a un visitatore: "Lo sto leggendo mentre si sviluppava e quando è diventato finalmente ... Ora che sono vecchio anch'io sarò di nuovo giovane con Goethe e poi di nuovo vecchio con lui, con i suoi occhi. Perché lui era un uomo di occhi: lui vedeva quello io sento." Mentre stava iniziando gli schizzi di Metamorphosen, lavorava anche ad un abbozzo per coro basato sui seguenti versi di Goethe (da Zahme Xenien (VII), 1827, vedi traduzioni in Del Mar, p. 426 and Kennedy, pp. 357-8).
Sich von seinem Selbst-Ich trennen;

Doch probier' er jeden Tag,

Was nach außen endlich, klar,

Was er ist und was er war,

Was er kann und was er mag.

Wie's aber in der Welt zugeht,

Eigentlich niemand recht versteht,

Und auch bis auf den heutigen Tag

Niemand gerne verstehen mag.

Gehabe du dich mit Verstand,

Wie dir eben der Tag zur Hand;

Denk immer: ist's gegangen bis jetzt,

So wird es wohl auch gehen zuletzt.»
detach himself from his inner being

Yet, each day he must put to the test,

What is in the end, clear.

What he is and what he was,

what he can be and what he might be.

But, what goes on in the world,

No one really understands it rightly,

and also up to the present day,

no one desires to understand it.

Conduct yourself with discernment.

Just as the day offers itself;

Think always: it's gone well up to now,

so might it go until the end.»
Sich von seinem Selbst-Ich trennen;

Doch probier' er jeden Tag,

Was nach außen endlich, klar,

Was er ist und was er war,

Was er kann und was er mag.

Wie's aber in der Welt zugeht,

Eigentlich niemand recht versteht,

Und auch bis auf den heutigen Tag

Niemand gerne verstehen mag.

Gehabe du dich mit Verstand,

Wie dir eben der Tag zur Hand;

Denk immer: ist's gegangen bis jetzt,

So wird es wohl auch gehen zuletzt.»
staccati dal proprio essere interiore

Eppure, ogni giorno deve mettere alla prova,

Ciò che è alla fine, chiaro.

Quello che è e quello che era,

ciò che può essere e ciò che potrebbe essere.

Ma cosa succede nel mondo,

Nessuno lo capisce davvero bene,

e anche ai giorni nostri,

nessuno desidera capirlo.

Comportati con discernimento.

Proprio come il giorno si offre;

Pensa sempre: è andato bene fino ad ora,

così potrebbe andare fino alla fine.»
I due versi (che non sono consecutivi) sono tratti da una poesia chiamata "Dedica" (Widmung), sullo studioso e l'artista che cerca di capire se stesso e il mondo. Secondo Norman Del Mar, "Queste linee di ricerca introspezionale Strauss scrisse per intero tra le pagine degli schizzi delle Metamorphosen, poiché la parola metamorfosi era essa stessa un termine che Goethe usava nella sua vecchiaia per applicare al proprio sviluppo mentale, per un lungo periodo di tempo, alla ricerca di un pensiero sempre più elevato."
Anche la citazione finale della marcia funebre della Sinfonia Eroica di Beethoven con le parole "In Memoriam!" ha sollevato speculazioni. Il tema dell'Eroica è legato in modo motivato a uno dei temi principali di Metamorphosen, ma Strauss ha scritto che la connessione non è avvenuta fino a quando non ebbe quasi finito. Esistono diverse teorie su come e perché Strauss abbia citato Beethoven e a chi o cosa si riferisca con "in memoriam". Nel 1947 il critico Matthijs Vermeulen affermò che l'intero pezzo era un'elegia per il regime nazista e che "in memoriam" si riferiva allo stesso Hitler (sebbene Hitler non si sia suicidato fino a oltre due settimane dopo che il pezzo era stato completato). Questa teoria fu rapidamente e con forza negata da Willi Schuh, che era stato impegnato nel lavoro sin dall'inizio. Schuh dichiarò che "in memoriam" non si riferiva a Hitler ma a Beethoven e da allora la maggior parte degli studiosi ha sostenuto questa idea. Un'altra teoria prevede che l'Eroica di Beethoven fosse stata inizialmente dedicata a Napoleone, ma dopo la disillusione di Beethoven con Napoleone la ridedicò "alla memoria di un grande uomo", mentre Napoleone era ancora vivo e al potere; la citazione dell'Eroica da parte di Strauss e la scritta "in memoriam" possono essere viste come interessanti parallelismi con il coinvolgimento e il rifiuto di Strauss di Hitler e del regime nazista. Beethoven aveva ironicamente "seppellito" e commemorato Napoleone ancora in vita. Strauss avrebbe potuto indicare un famoso precedente per il suo rifiuto di un tiranno a cui un tempo era stato associato. Tuttavia, mentre Beethoven era stato un ammiratore di Napoleone, non ci sono prove che Strauss abbia mai ammirato Hitler. Contro tutte queste teorie specifiche c'è il fatto che Strauss amava i riferimenti obliqui e molteplici strati di significati e connotazioni. Strauss potrebbe aver considerato la citazione e le parole "in memoriam" come aventi molti significati.

## Temi principali
I temi principali di Metamorphosen sono scritti qui nel tono in cui si presentano per la prima volta. I primi quattro temi si presentano nelle prime venti battute. Il quinto tema compare alla battuta 82, con l'indicazione del tempo "etwas fließender" (leggermente scorrevole).
| Audio playback is not supported in your browser. You can download the audio file. |
|                                                                                   |
| Audio playback is not supported in your browser. You can download the audio file. |
|                                                                                   |
| Audio playback is not supported in your browser. You can download the audio file. |
|                                                                                   |
| Audio playback is not supported in your browser. You can download the audio file. |
|                                                                                   |
| Audio playback is not supported in your browser. You can download the audio file. |
|                                                                                   |

## Arrangiamenti
Nel 1996 fu pubblicata una versione per settetto d'archi di Rudolf Leopold.